# Jean Forestier

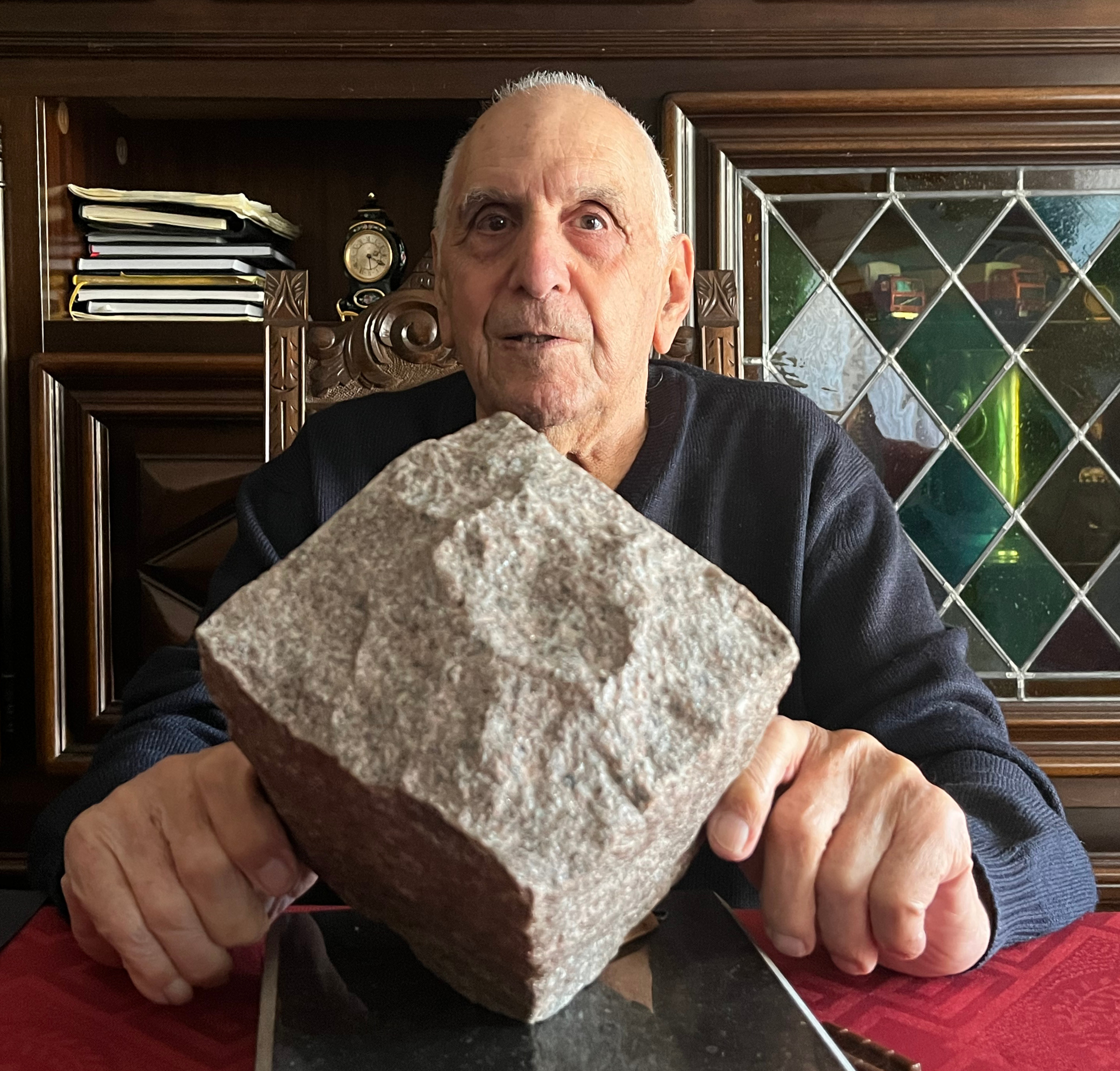
Jean Forestier 2021 med sin gatstens-trofé från Paris–Roubaix 1955.

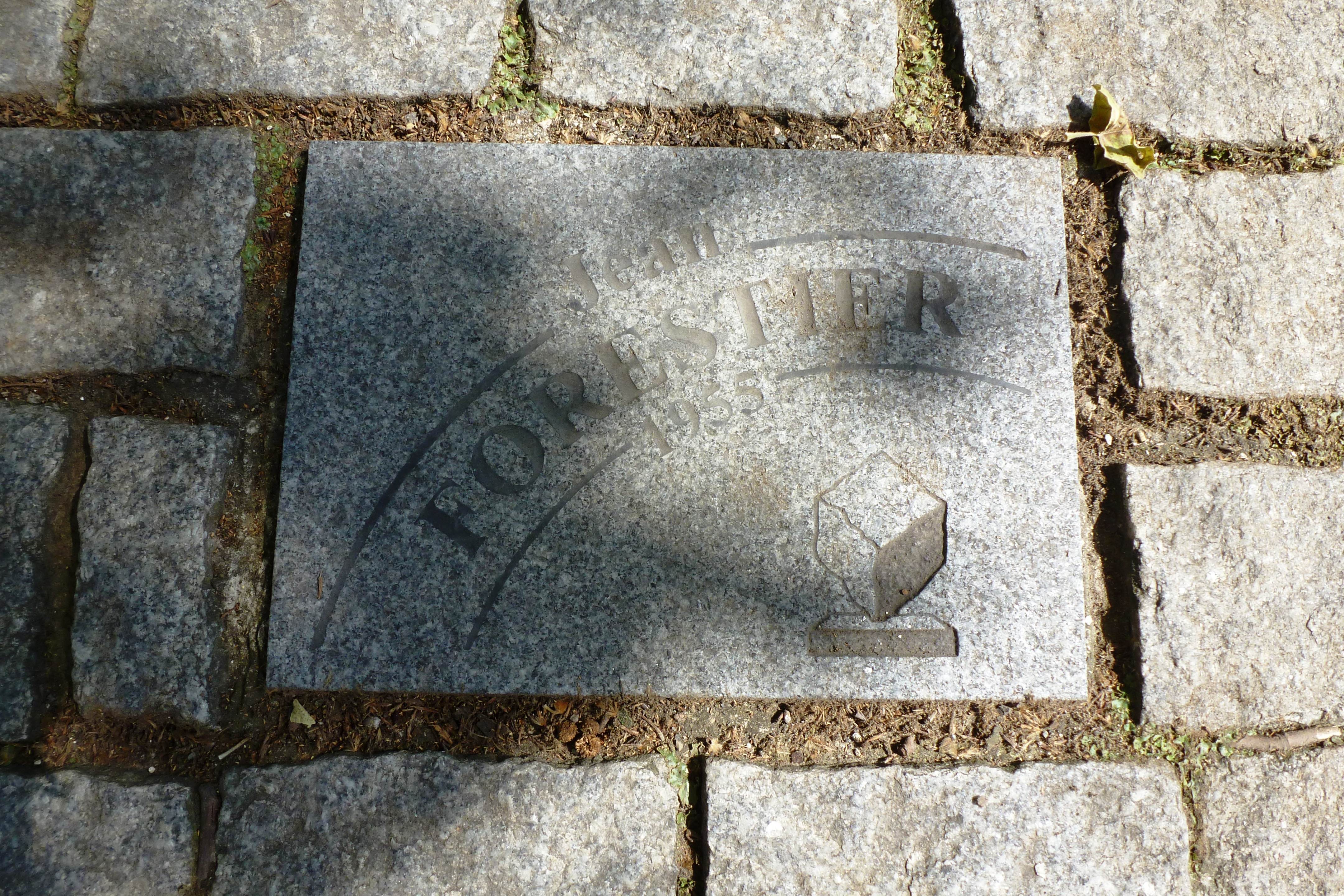
Forestiers gatsten på Allée Charles Crupelandt i Roubaix.

Jean Forestier, född den 7 oktober 1930 i Lyon, är en fransk tidigare landsvägscyklist som var professionell 1952 till 1965. Han vann Paris–Roubaix 1955 och Flandern runt 1956, samt poängtävlingen i Tour de France 1957 (fyra i totalställningen). Under karriären tog han sammanlagt fyra etappsegrar i Tour de France och han blev därtill totalsegrare i Romandiet runt 1954 och 1957. 1956 slutade han på tredje plats sammanlagt i den inofficiella världscupen Challenge Desgrange-Colombo.

## Meriter

### Landsväg
| 1952 9:a i Polymultipliée lyonnaise 1953 Vinnare av Polymultipliée lyonnaise Vinnare av GP du comptoir des tissus Valence 9:a totalt i Circuit des Six Provinces Vinnare av etapp 1 1954 Vinnare totalt av Tour de Romandie Vinnare av etapp 1 Vinnare av etapp 16 i Tour de France 6:a i linjelopp vid Världsmästerskapen 10:a totalt i Circuit des Six Provinces Vinnare av etapperna 4 och 6 1955 Vinnare av Paris–Roubaix Vinnare av etapp 20 i Tour de France Vinnare av GP de Cannes Vinnare av GP Catox 8:a totalt i Tour de Romandie 10:a totalt i Tour des Provinces du Sud-Est Vinnare av etapp 2 1956 Vinnare av Flandern runt Vinnare av etapp 16 i Tour de France 3:a sammanlagt i Challenge Desgrange-Colombo 3:a i Paris–Roubaix 3:a totalt i Tour de Luxembourg 3:a i Critérium National de la Route 9:a i Liège-Bastogne-Liège 10:a totalt i Paris–Nice 1957 Vinnare totalt av Tour de Romandie Vinnare av etapperna 2 och 3b (ITT) Vinnare av Critérium National de la Route Vinnare av etapp 8 (ITT) i Critérium du Dauphiné Libéré 3:a i linjelopp vid Franska mästerskapen 4:a totalt i Tour de France Vinnare av poängtävlingen 6:a totalt i Paris–Nice 8:a i Genua–Nice | 1958 5:a i linjelopp vid Världsmästerskapen 5:a i Paris–Roubaix 6:a totalt i Paris–Nice 6:a i Grand Prix des Nations (ITT) 6:a i Circuit des Boucles de la Seine 7:a i La Roue d'Or (ITT) 8:a totalt i GP du Midi-Libre 10:a i Milano–Sanremo 1959 2:a i linjelopp vid Franska mästerskapen 1960 Vinnare av Omloop der Vlaamse Gewesten 4:a i Paris–Roubaix 5:a i La Flèche Wallonne 8:a i Paris–Tours 9:a i Polymultipliée lyonnaise 10:a i Grand Prix des Nations (ITT) 10:a i Paris–Valenciennes 1961 Vinnare av etapp 8 i Tour de France 4:a i Critérium National de la Route 10:a totalt i Dunkerques fyradagars 1962 Vinnare totalt av Tour du Var Vinnare av etapp 1 6:a totalt i Eibarko Bizikleta 8:a i Paris–Roubaix 1963 9:a i GP de Cannes 1964 3:a totalt i Paris–Nice 8:a totalt i Circuit du Provençal 8:a i Boucles Roquevairoises 9:a i Milano–Sanremo 10:a i Paris–Bryssel 1958 3:a i Paris sexdagars med Dominique Forlini och Pierre Brun |